# Halodromus gershomi
Halodromus gershomi là một loài nhện trong họ Philodromidae.
Loài này thuộc chi Halodromus. Halodromus gershomi được miêu tả năm 2009 bởi Muster.